# 横斑鳃棘鲈
橫斑鳃棘鲈（学名：Plectropomus laevis），又名橫斑刺鰓鮨、皇帝星斑、黑鞍鰓棘鱸，为鮨科鳃棘鲈属的鱼类，俗名皇帝條、横斑豹脍、平滑鳃棘鲈。分布于台湾恒春等。该物种的模式产地在印度洋。

## 特徵
本魚頭中大。口大；下頜側邊具小犬齒。體呈黃色、灰色或淡褐色，體背方有4至5條褐色短橫帶，並有多數具暗色邊緣之黃色斑點。前鰓蓋骨邊緣圓形，具3根棘，唯埋入皮下，下緣稍具鋸齒；鰓蓋骨具3扁平棘，上下二棘被皮膚覆蓋。體被細小櫛鱗；側線鱗數83至97枚。背鰭硬棘7至8枚、軟條10至12枚；臀鰭棘弱；腹鰭腹位，末端延伸遠不及肛門開口；胸鰭圓形，中央之鰭條長於上下方之鰭條，鰭條17至18枚；尾鰭後緣凹入或成彎月形。體長可達100公分。

## 生態
本魚棲息的環境以珊瑚礁或岩石海域為主，常在近海海底活動，以各種魚類為食。

## 經濟利用
味美的食用魚，可作生魚片。但有雪卡魚中毒的紀錄。